# Son Moragues
Son Moragues és una possessió del terme municipal de Valldemossa, a Mallorca. Està situada entre Son Bauçà, Son Mas i Son Gual.

## Geografia
Son Moragues té una vasta extensió de muntanya del massís del Teix, que inclou els cims de Talaia Vella, es Caragolí i el puig Gros. A les faldes marjades de les muntanyes que envolten les cases hi ha olivar, que dona pas a l'alzinar a més altura. La seva superfície va arribar a ser de 697 hectàrees.

## Història
Antigament rebé el nom d'Alcoraia, i apareix a la Remembrança de Nunyo Sanç. Més tard el nom es perdé i prengué el nom familiar de Son Moragues, pel fet que va pertànyer a la família Moragues fins que l'arxiduc Lluís Salvador la comprà el 1883 a Ignasi Moragues, hereu l'any anterior d'Antoni Moragues, qui la va embellir amb el jardí de la muntanyeta, que té un característic safareig rodó. Les cases, probablement del segle xvii, formen un gran quadrilàter amb la clastra al mig. L'Arxiduc hi feu millores i hi va iniciar un Museu Balear, que no va arribar a dur-se a terme.
En el decenni de 1970, part de l'eixample del nucli urbà de Valldemossa es va realitzar en terrenys de Son Moragues.
Des que fou heretada per Lluïsa Maria Magdalena, filla d'Antoni Vives (secretari de l'Arxiduc), casada amb Juan Leonardo Cilimingras, metge grec, la possessió fou propietat de la família Cilimingras, que va mantenir l'explotació agrària i ramadera complementada amb un restaurant a l'antiga cuina. L'any 2007 Son Moragues va ser adquirida per la família Entrecanales, principals accionistes del grup d'empreses Acciona. A l'any següent, el restaurant va tancar i es va reobrir a Palma amb el nom de "Nuevo Son Moragues". Part de la finca va ser adquirida per l'ICONA l'any 1979 i posteriorment va ser cedida al Govern Balear. Dins la finca hi transcorre el GR 221, el camí de s'Arxiduc i hi trobam el refugi lliure de Son Moragues.